# Seeuferweg
Der Seeuferweg ist eine Zusammenfügung von Uferwegen rund um den Zürichsee. Organisationen wie «JA zum Seeuferweg» kämpfen seit Jahrzehnten dafür, dass der Seeuferweg irgendwann durchgehend um den Zürichsee führt.

## Entstehung

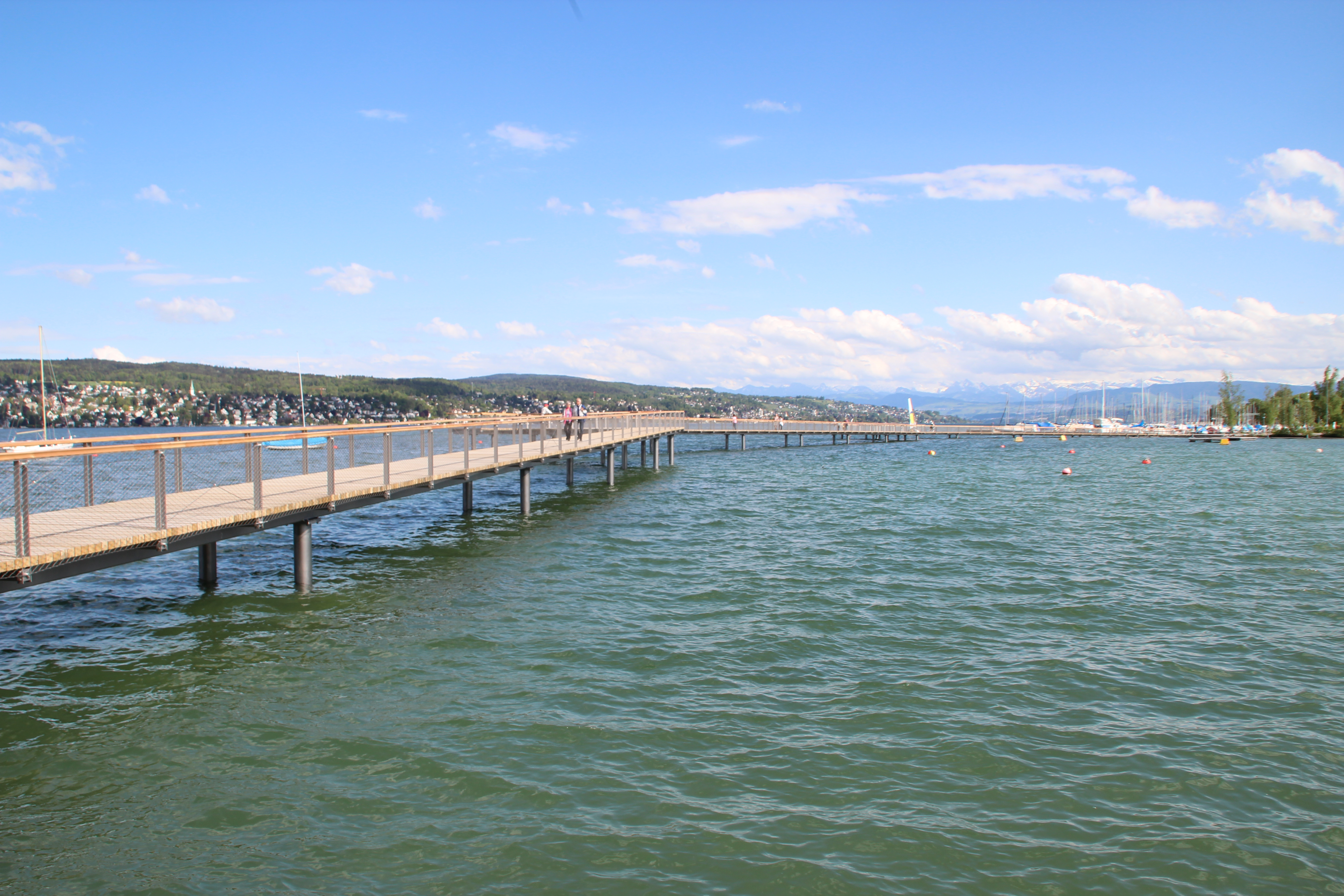
Der Cassiopeiasteg in Wollishofen als Teilstück des Seeuferwegs

Die Idee, Seewege zu schaffen, die mit der Natur verbunden und durchgehend sind, stammt aus dem frühen 20. Jahrhundert. Damals wünschten sich die Bewohner rund um den Zürichsee mehr Zugang zu Natur- und Wassererholungsgebieten, bessere Arbeits- und Lebensbedingungen sowie die öffentliche Gesundheit. Dies führte 1934 zur Gründung der «National Trail Sports Association». 1979 nahm der Verein nach einer Volksinitiative einen akzeptablen Gegenvorschlag an und schaffte es, Wanderwege in die Bundesverfassung aufzunehmen.
1932 stellte der damalige Zürcher Bauminister Hermann Balsiger diese Bitte: «Die Seebewohner brauchen dringend mehr Zugänge, öffentliche Seegärten, Seewege, Seepromenaden, schattige Rastmöglichkeiten und Aussichtsplattformen, grössere und besser ausgestattete Wasserbäder und Liegewiesen, Hafenneubau, mehr freien Zugang zum See und Behandlung der Uferzonen als Erholungsgebiet.»
Die Ufer wurden ökologisch aufgewertet und der erste Wanderweg entlang des Zürichsees fand hohe Beachtung. In Würdigung heisst es: «Über oder direkt neben dem Zürichsee verläuft der 1.6 lange Seeuferweg von Richterswil nach Wädenswil und verspricht Naherholung pur.»

## Seeuferinitiative
In der Seeuferinitiative geht es darum, dass die Zürcher Gewässer ökologisch aufgewertet und besser zugänglich gemacht werden sollen. Es soll ein möglichst nah am Wasser verlaufender Seeuferweg ins Leben gerufen werden, der alle öffentlichen Seezugänge verbindet.